# Orthetrum
Az Orthetrum a szitakötők laposhasú acsák (Libellulidae) családjának és Libellulinae alcsaládjának egyik neme. Az ide tartozó kb. 60 faj Eurázsiában és Afrikában elterjedt. Európában 8, Magyarországon 4 faj található meg. A hazai fajok hímjei hamvaskékek vagy kékesfehérek, nőstényeik sárgák.

## Fajok
- Orthetrum abbotti Calvert, 1892
- Orthetrum africanum (Selys, 1887)
- Orthetrum albistylum Selys, 1848 fehér pásztor
- Orthetrum anceps (Schneider, 1845)
- Orthetrum angustiventre (Rambur, 1842)
- Orthetrum austeni (Kirby, 1900)
- Orthetrum austrosundanumLieftinck, 1953
- Orthetrum azureum (Rambur, 1842)
- Orthetrum balteatum Lieftinck, 1933
- Orthetrum borneense Kimmins, 1936
- Orthetrum boumiera Watson & Arthington, 1978
- Orthetrum brachiale (Palisot de Beauvois, 1805)
- Orthetrum brunneum (Fonscolombe, 1837) pataki szitakötő
- Orthetrum caffrum (Burmeister, 1839)
- Orthetrum caledonicum (Brauer, 1865)
- Orthetrum cancellatum (Linnaeus, 1758) vízi pásztor
- Orthetrum capense Calvert, 1893
- Orthetrum chrysis (Selys, 1891)
- Orthetrum chrysostigma (Burmeister, 1839)
- Orthetrum coerulescens (Fabricius, 1798) kék pásztor
- Orthetrum glaucum (Brauer, 1865)
- Orthetrum guineense Ris, 1909
- Orthetrum guptai Baijal, 1955
- Orthetrum helena Buchholz, 1954
- Orthetrum hintzi Schmidt, 1951
- Orthetrum icteromelan Ris, 1910
- Orthetrum japonicum (Uhler, 1858)
- Orthetrum julia Kirby, 1900
- Orthetrum kollmannspergeri Buchholz, 1959
- Orthetrum kristenseni Ris, 1911
- Orthetrum latihamiPinhey, 1966
- Orthetrum lemur Ris, 1909
- Orthetrum lineostigma (Selys, 1886)
- Orthetrum luzonicum (Brauer, 1868)
- Orthetrum machadoi Longfield, 1955
- Orthetrum macrostigma Longfield, 1947
- Orthetrum martensiAsahina, 1978
- Orthetrum melania (Selys, 1883)
- Orthetrum microstigma Ris, 1911
- Orthetrum migratum Lieftinck, 1951
- Orthetrum monardi Schmidt, 1951
- Orthetrum nitidinerve (Selys, 1841)
- Orthetrum poecilops Ris, 1916
- Orthetrum pruinosum (Burmeister, 1839)
- Orthetrum ransonneti (Brauer, 1865)
- Orthetrum robustum Balinsky, 1965
- Orthetrum rubens Barnard, 1937
- Orthetrum sabina (Drury, 1773)
- Orthetrum saegeri Pinhey, 1966
- Orthetrum sagitta Ris, 1915
- Orthetrum serapia Watson, 1984
- Orthetrum signiferum Lieftinck, 1926
- Orthetrum silvarum Lieftinck, 1934
- Orthetrum stemmale (Burmeister, 1839)
- Orthetrum taeniolatum (Schneider, 1845)
- Orthetrum testaceum (Burmeister, 1839)
- Orthetrum translatum Bartenev, 1929
- Orthetrum triangulare (Selys, 1878)
- Orthetrum trinacria (Selys, 1841)
- Orthetrum villosovittatum (Brauer, 1868)

## Magyarországi fajok
- fehér pásztor
- kék pásztor
- pataki szitakötő
- vízi pásztor